# Zwitserland op het Eurovisiesongfestival 1964
Concours Eurovision 1964 was de zevende editie van de Zwitserse voorronde voor het Eurovisiesongfestival. 

## Deelnemers Nationale finale
Aan de nationale finale 5 artiesten mee. Anita Traversi won het festival in 1961 en 1963 deed ze ook nog mee aan de Zwitserse preselectie, Concours Eurovision maar slaagde er niet in om te winnen. De Zwitserse nationale finale werd gehouden in de maand februari de exacte datum is niet meer bekend in de TSR TV Studios in Genève. Het winnende lied werd gekozen door een jury.
De volgende liedjes en artiesten namen deel:
- Mandolino - Anita Traversi
- Amore in Ticino - Georges Pilloud
- Le temps d'aimer - Jean-Pierre & Nathalie
- Allround cha-cha-cha - Ulla Rafael
- Rêverie - Jo Roland
- I miei pensieri - Anita Traversi

De winnaar van Concours Eurovision 1964 werd Anita Traversi met haar lied I miei pensieri. Op het Eurovisiesongfestival werd Traversi 13de met nul punten. Dit betekende dat ze de laatste plaats had bereikt. Dat is zeer opvallend aangezien Esther Ofarim een jaar eerder nog tweede werd. Het was de eerste keer dat Zwitserland laatste werd op het Songfestival.
1956 · 1957 · 1958 · 1959 · 1960 · 1961 · 1962 · 1963 · 1964 · 1965 · 1966 · 1967 · 1968 · 1969 · 1970 · 1971 · 1972 · 1973 · 1974 · 1975 · 1976 · 1977 · 1978 · 1979 · 1980 · 1981 · 1982 · 1983 · 1984 · 1985 · 1986 · 1987 · 1988 · 1989 · 1990 · 1991 · 1992 · 1993 · 1994 · 1995 · 1996 · 1997 · 1998 · 1999 · 2000 · 2001 · 2002 · 2003 · 2004 · 2005 · 2006 · 2007 · 2008 · 2009 · 2010 · 2011 · 2012 · 2013 · 2014 · 2015 · 2016 · 2017 · 2018 · 2019 · 2020 · 2021 · 2022 · 2023 · 2024 · 2025